# Ernesto Carmona Verduzco
Ernesto Carmona Verduzco (Ciudad de México, 27 de julio de 1896-Guadalajara, 6 de mayo de 1986) fue un beisbolista, que jugó, manejó y fundó varios equipos y una liga de béisbol mexicano. Conocido como el “Marqués de San Basilio”, “Hombre de la V” o “El Gran Rojo”, gozó prestigio nacional e internacional como el caudillo más popular y pintorescos que ha habido en México. Cofundador de la Liga Mexicana de Béisbol en 1925, junto a Alejandro Aguilar Reyes “Fray Nano”. Dirigió varios equipos. Cofundador de los Diablos Rojos del México en 1940, de quienes fue su manejador en los primeros años de su trayectoria.

## Manejador
Jugador. Jugó como primera base en un equipo llamado Esparta. Tuvo el primer robo de home el 5 de julio de 1925 en la octava entrada con el equipo Agraria.
Manejador. Durante 25 años manejó equipos en el circuito veraniego, conquistando un par de títulos. En 1921 debutó como manejador con el Williams en el campeonato Centenario en Ciudad de México. 1926 y 1928 estuvo en con el equipo Agrario. 
El 2 de abril de 1930 condujo a la victoria como manejador, al equipo mexicano de 2-1 sobre el seleccionado cubano en lo que fueron los II Juegos Centroamericanos y del Caribe teniendo como escenario a La Habana. Volvió a ganarles a los cubanos en su propia casa el 25 de septiembre de 1943, cuando en la propia capital cubana derrotó a los isleños 2-1 en 14 dramáticos episodios para un notable triunfo mexicano en lo que fue el VI Campeonato Mundial Amateur.
En 1937 manejó el equipo Agricultura
De 1940 a 1947 fue manejador del Club México de Béisbol por 8 años, (que Carmona había fundado) mismo que proyectó un alto nivel de popularidad del béisbol en el país.
Títulos. En 1922 ganó el campeonato de la Ciudad de México con su primer club, el Estado Mayor (Que Carmona había fundado). Como manejador ganó el título con Obras Públicas en 1932 y a Monte de Piedad en 1934. (Liga Mexicana de Béisbol 1934).

## Fundador, promotor de béisbol y caudillo deportivo.
Carmona además de jugar y dirigir equipos, fue un gestor y promotor del beisbol en México. Mencionado como el "Caudillo del Béisbol" en México
“En el caso del béisbol capitalino, Ernesto Carmona logró hacerse del control de este deporte gracias a que fue capaz de construir una red clientelar en torno a su persona que le permitió manejar la práctica beisbolera durante una década.”

"Carmona tuvo el carácter para gestionar y convencer a algunas empresas y personas influyentes como jefes militares para que apoyaran económicamente a la Asociación, acordando que, a cambio de una suma de dinero, la Asociación organizaría una liga que llevaría el nombre del patrocinador, aunque las ligas y sus recursos económicos serían enteramente administrados por la Asociación, teniendo la facultad de sancionar y expulsar a los equipos que no acataran sus reglamentos. Así la Asociación, pudo seguir vigente “gracias a un raro capricho” de Ernesto Carmona, quien ponía de su dinero para mantenerla funcionando y dedicaba mucho tiempo para gestionar acuerdos con todos los equipos, con el fin de crear consensos que permitieran solventar la problemática existente. Aun así, Carmona fue calificado como ilegítimo.”
En 1922 integró su primer club, el Estado Mayor. En 1925, junto al cronista Alejandro Aguilar Reyes fundó la Liga Mexicana de Béisbol.En 1926 fundó el equipo Carmona de México. De 1927 a 1929, 1938, 1940, fue presidente de la Liga Mexicana.
En 1940, siendo ya un personaje famoso en el béisbol, en 1940 se asoció con Salvador Lutteroth y fundó  el Equipo México (después fueron los Diablos Rojos).
Proyectó un alto nivel de popularidad del béisbol en el país con toda su trayectoria, manteniéndose activo hasta 1951 en la Liga Mexicana. Ernesto Carmona, también fue empresario dedicado a la venta de equipos y uniformes deportivos. 
Retirado ya como manejador, se dedicó hasta 1967 a enseñar béisbol en Ligas Infantiles de Guadalajara, Jalisco, donde falleció a sus casi 90 años.

## Reconocimiento
Ingresó al Salón de la Fama del beisbol profesional Mexicano en 1971, que en su placa al recinto dice: 
“Dotado de vivaz espíritu combativo, supo imbuirles a sus jugadores con magníficos resultados, formó y manejó equipos muy peleadores y llenos de colorido, que batallaban por la victoria hasta el último out.”